# Gunung Burniklieuteun
Gunung Burniklieuteun är ett berg i Indonesien.   Det ligger i provinsen Aceh, i den västra delen av landet, 1 600 km nordväst om huvudstaden Jakarta. Toppen på Gunung Burniklieuteun är 2 619 meter över havet.
Terrängen runt Gunung Burniklieuteun är bergig åt nordost, men åt sydväst är den kuperad. Gunung Burniklieuteun är den högsta punkten i trakten. Runt Gunung Burniklieuteun är det ganska tätbefolkat, med 52 invånare per kvadratkilometer. I omgivningarna runt Gunung Burniklieuteun växer i huvudsak städsegrön lövskog.